# Шепетовский заказник
Шепетовский заказник (укр. Шепетівський заказник) — лесной заказник местного значения на Украине. 

## Расположение
Расположен в пределах Шепетовского района Хмельницкой области. Находится недалеко от северной границы города Шепетовка.

## Описание
Занимает территорию 91,8 га (0,92 км²). Статус охраняемой территории присвоен согласно решению областного совета от 21.03. 2002 года. Находится в ведении Шепетовской городской рады.
Представляет собой участок смешанного леса. Особый интерес представляют около 200 дубов в возрасте 200—450 лет.

## Галерея

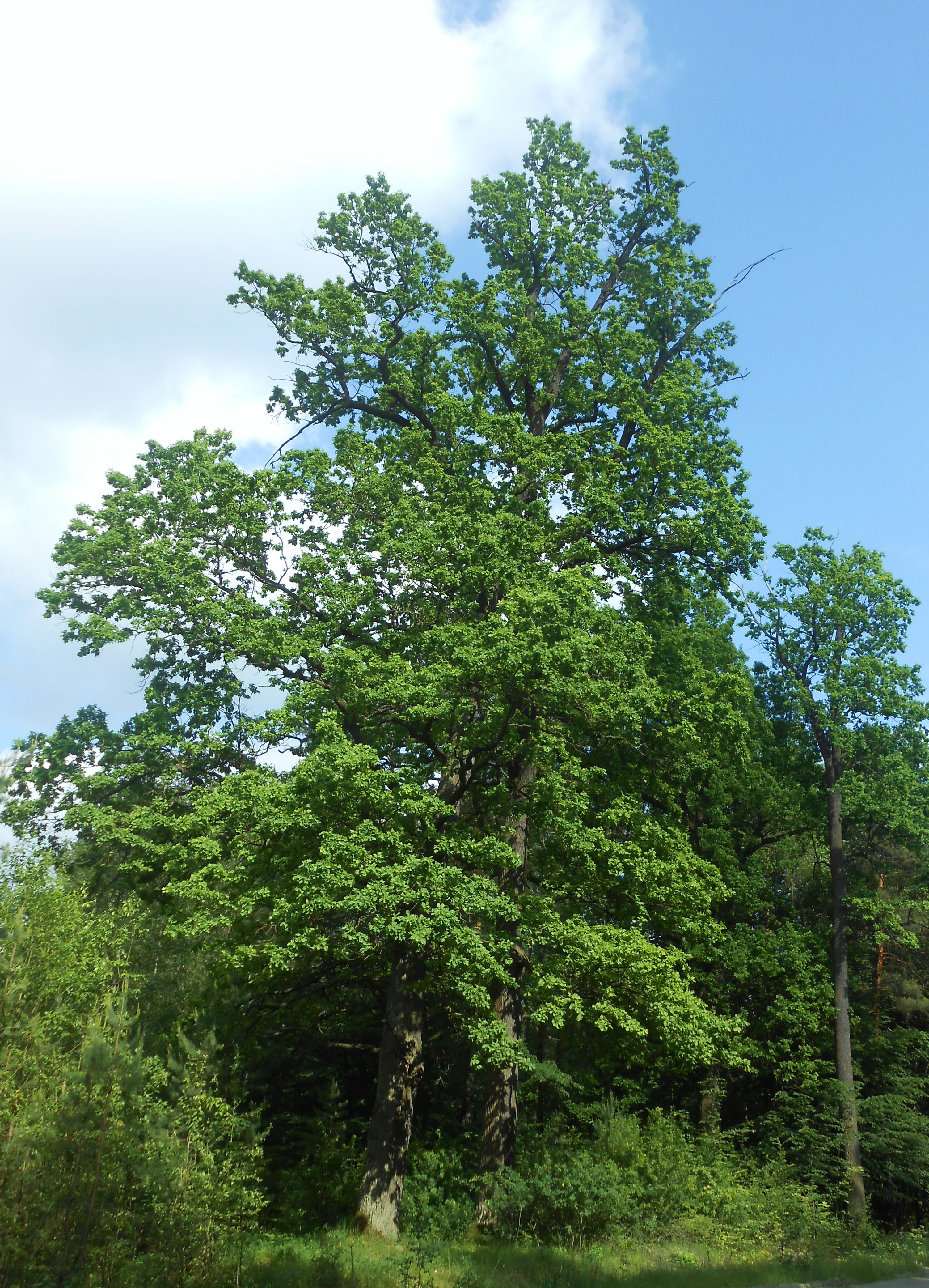
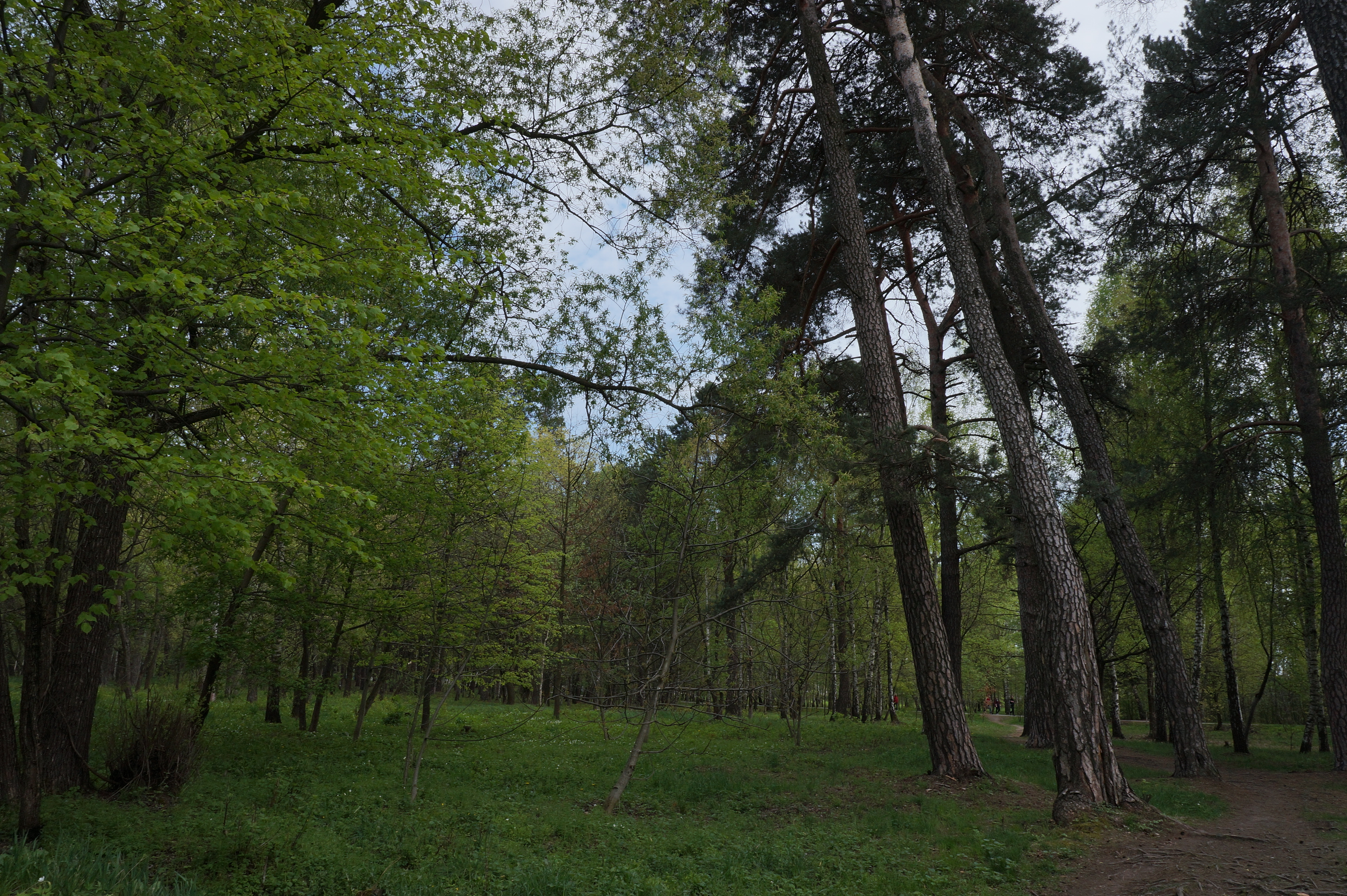
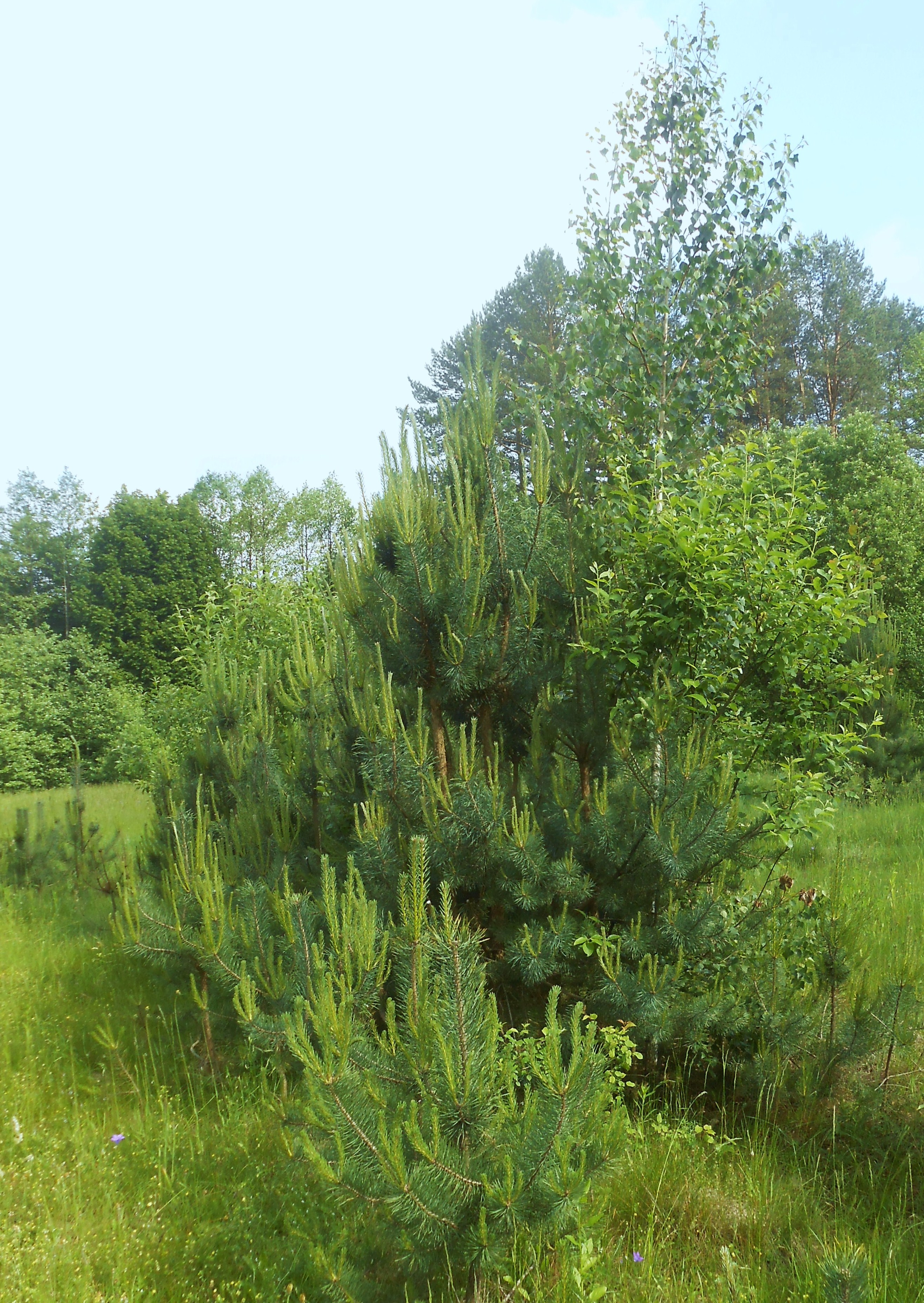